# Günther Eisenreich
Günther Eisenreich (* 12. April 1933 in Leipzig; † 16. Januar 2015 in Leipzig) war ein deutscher Mathematiker, der besonders auf dem Gebiet der Algebraischen Geometrie gearbeitet hat.

## Leben und Wirken
Günther Eisenreich studierte Mathematik an der Universität Leipzig. 1963 wurde er mit der Arbeit Untersuchungen über Ideale in Stellenringen promoviert und 1968 habilitiert. 1970 wurde er an der Universität Leipzig zum Professor für Theoretische Mathematik berufen. Ab 1981 war er Leiter des Wissenschaftsbereiches Algebra. 
Günther Eisenreich wurde 1998 emeritiert.

## Schriften
Neben seinen wissenschaftlichen Arbeiten hat Günther Eisenreich mehrere Lehrbücher und Monografien geschrieben. Seine mit Ralf Sube verfassten viersprachigen Wörterbücher für Mathematik und Physik wurden in mehreren Auflagen herausgegeben. Außerdem hat Günther Eisenreich fremdsprachige Werke übersetzt, bearbeitet bzw. herausgegeben.
- Gábor Szász: Einführung in die Verbandstheorie. Aus dem Ungarischen übersetzt von Sándor Gacsályi und Arthur Moór. Bearbeitung: Günther Eisenreich. Verlag der Ungarischen Akademie der Wissenschaften, Budapest 1962.
- Zur Syzygientheorie und Theorie des inversen Systems perfekter Ideale und Vektormoduln in Polynomringen und Stellenringen. Habilitationsschrift. Universität Leipzig 1968. Akademie-Verlag, Berlin 1970.
- Vorlesungen über Vektor- und Tensorrechnung. Teubner BSB, Leipzig 1971.
- mit Ralf Sube: Physik. Fachwörterbuch Englisch, Deutsch, Französisch, Russisch. 2 Bände und ein Registerband. Verlag Technik, Berlin 1973. Lizenzausgabe: Wörterbuch Physik. Deutsch, Zürich, Frankfurt am Main 1973, ISBN 3-87144-143-0. 
  - Zweisprachige Studentenausgabe (Englisch, Deutsch): Deutsch, Thun, Frankfurt am Main 1987, ISBN 3-87144-940-7.
- Lineare Algebra und analytische Geometrie. Akademie-Verlag, Berlin 1980. 3. Auflage: Akademie-Verlag, Berlin 1991, ISBN 3-05-501301-8
- Vorlesung über Funktionentheorie mehrerer Variabler. Teubner, Leipzig 1980.
- mit Ralf Sube: Mathematik. Fachwörterbuch Englisch, Deutsch, Französisch, Russisch. Hauptband und Registerband. Verlag Technik, Berlin 1982. Lizenzausgabe: Wörterbuch Mathematik. Deutsch, Zürich, Frankfurt am Main 1982, ISBN 3-87144-445-6.
  - Ungarische Auflage: Akadémiai Kiadó, Budapest 1984, ISBN 963-05-3540-8.
  - Zweisprachige Studentenausgabe (Englisch, Deutsch): Deutsch, Thun, Frankfurt am Main 1987. 2. Auflage 1994, ISBN 3-87144-939-3.
- mit Walter Purkert (Hrsg.): Felix Klein: Riemannsche Flächen. Vorlesungen, gehalten in Göttingen 1891/92. Teubner, Leipzig 1986.
- Lexikon der Algebra. Akademie-Verlag, Berlin 1989, ISBN 3-05-500231-8.
- Serge Lang: Faszination Mathematik. Ein Wissenschaftler stellt sich der Offentlichkeit. Übersetzung aus dem Englischen von Günther Eisenreich. Vieweg, Braunschweig/Wiesbaden 1989, ISBN 3-528-08956-3.
- mit Ralf Sube: Langenscheidts Fachwörterbuch Mathematik. Englisch-Deutsch-Französisch-Russisch. 4. Auflage. Langenscheidt, Berlin u. a. 1996, ISBN 3-86117-074-4.